# Giordano Bruno Ferrari
Giordano Bruno Ferrari (Roma, 28 luglio 1887 – Roma, 24 maggio 1944) è stato un pittore e partigiano italiano.

## Biografia
Giordano Bruno Ferrari era figlio dello scultore e uomo politico radicale Ettore Ferrari, autore del monumento a Giordano Bruno, inaugurato nel 1889 a Piazza Campo de' Fiori, in Roma.
Diplomatosi all'Accademia di belle arti della sua città natale, Ferrari fece parte del gruppo chiamato dei Venticinque della Campagna romana. La campagna romana costituì infatti il suo principale interesse artistico, come testimoniano numerose opere eseguite con varie tecniche, dall'olio all'acquerello.
Fu autore anche di pitture figurative e decorazioni murali, ma la sua vita artistica si intrecciò con quella politica. Si arruolò e partecipò alla Prima Guerra mondiale, lasciando nel 1914 l'Esposizione universale di S. Francisco in California dove aveva eseguito alcune pitture.
Dal 1928 al 1938 fu segretario tecnico della redazione dell'Enciclopedia Italiana Treccani per la parte illustrativa.
Durante la Resistenza, pur essendo repubblicano, militò nel Fronte militare clandestino, fondato dal colonnello Giuseppe Cordero Lanza di Montezemolo tra i militari del Regio Esercito, fedeli al giuramento prestato alla monarchia. Organizzò nel proprio studio in via Margutta un centro antifascista per la raccolta di informazioni riservate, che furono passate agli Alleati; il 13 marzo 1944 fu perciò arrestato dai Tedeschi e torturato, ma poiché non rivelò nulla, il 27 aprile fu condannato a morte e fucilato il 24 maggio a Forte Bravetta, dove oggi figura nell'elenco dei martiri.

## Massoneria
Suo padre Ettore fu Gran Maestro del Grande Oriente d'Italia dal 1904 al 1917. Giordano Bruno fu iniziato nella loggia "Spartaco" di Roma, il 22 maggio 1911; promosso al grado di Compagno d'arte il 24 aprile 1912 e a quello di Maestro il 22 ottobre dello stesso anno. Nel 1914, il 17 Ottobre viene elevato al IV Grado del Rito Scozzese Antico ed Accettato.